# Norman Reedus

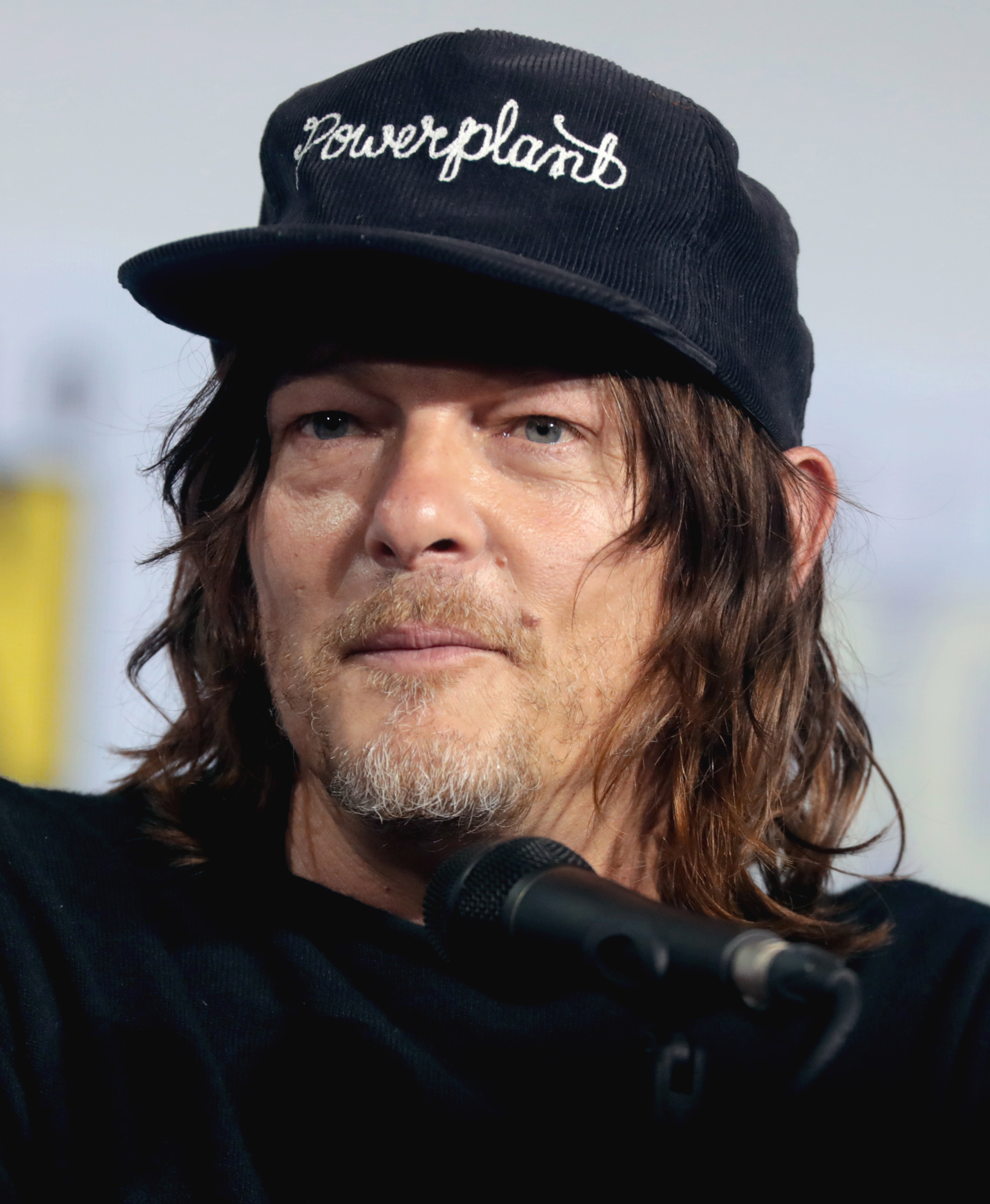
Norman Reedus auf der Comic-Con in San Diego (Juli 2019)

Norman Mark Reedus (* 6. Januar 1969 in Hollywood, Florida) ist ein US-amerikanischer Schauspieler und Synchronsprecher. Er erhielt 2010 in der Horrorserie The Walking Dead die Hauptrolle des Daryl Dixon, die ihm internationale Bekanntheit verschaffte. Seit 2023 spielt er die Rolle auch im Spin-Off der Serie.

## Leben
Norman Reedus arbeitete vor seiner Schauspielerkarriere sowohl als Model (unter anderem bei Prada und D’Urban) als auch in einer Harley-Davidson-Filiale in Venice in Los Angeles. Seine Familie zog, als er noch ein Kind war, mit ihm nach Los Angeles. Als er 12 Jahre alt war, verließ die Familie Amerika und ging nach Japan, Spanien und ins Vereinigte Königreich. Als er nach Kalifornien zurückkehrte und dort auf einer Party eine kleine Performance mit einem Freund präsentierte, wurde er von einem anderen Gast auf die Schauspielerei angesprochen. Nach mehreren erfolglosen Castings und nachdem sein erster Filmauftritt dem Schnitt zum Opfer gefallen war, erregte er zum ersten Mal in dem Blockbuster Mimic – Angriff der Killerinsekten Aufmerksamkeit. Seine größten Erfolge erzielte er mit Der blutige Pfad Gottes und Tödliche Gerüchte. 2006 drehte er in Amerika an der Fernsehserie 13 Graves.
Norman Reedus war von 1998 bis 2003 mit dem dänischen Model Helena Christensen zusammen. Mit ihr hat er einen Sohn (Mingus Lucien Reedus, * 1999), der ebenfalls modelt. Nachdem er im Februar 2005 ein R.E.M.-Konzert in Berlin besucht hatte, geriet er auf dem Rückweg in einen Stau und wurde in einen LKW-Unfall verwickelt. Er wurde durch die Windschutzscheibe geschleudert und erlitt mehrere Verletzungen seiner linken Gesichtshälfte.
2010 übernahm Reedus eine der Hauptrollen in der AMC-Serie The Walking Dead. Da die von ihm verkörperte Figur des Daryl Dixon in der Comicvorlage nicht existiert, lautet eine Fantheorie, dass die Popularität, die Daryl bei den Fans genieße, sich zu großen Teilen auf Reedus’ Interpretation der Rolle gründe: „Die Autoren und Produzenten der Show unterstützen mich nach wie vor dabei, Daryl zu jemandem zu formen, den man wachsen sehen kann, der nicht genau weiß, wer er ist und wie er mit anderen Leuten umgehen soll. Ich glaube nicht, dass Daryl zuvor jemals darüber nachgedacht hat, wie er mit anderen Menschen klarkommen soll. Doch nun ist er quasi dazu gezwungen.“
Seine Lebenspartnerin ist Diane Kruger, ihr gemeinsames Kind wurde 2018 geboren.
Reedus spielt die Hauptrolle in Death Stranding, einem 2019 erschienenen Videospiel des japanischen Regisseurs Hideo Kojima.

## Filmografie (Auswahl)
- 1997: Mimic – Angriff der Killerinsekten (Mimic)
- 1997: Six Ways to Sunday
- 1997: Floating
- 1998: Davis Is Dead
- 1998: I’m Losing You
- 1998: Reach the Rock
- 1999: Dark Harbor – Der Fremde am Weg (Dark Harbor)
- 1999: Let the Devil Wear Black
- 1999: Der blutige Pfad Gottes (The Boondock Saints)
- 1999: 8mm – Acht Millimeter (8MM)
- 2000: Sand
- 2000: Beat
- 2000: Tödliche Gerüchte (Gossip)
- 2001: The Beatnicks
- 2002: Blade II
- 2002: Luster
- 2002: Deuces Wild
- 2003: Nobody Needs to Know
- 2003: Octane – Grausamer Verdacht (Octane)
- 2003: Charmed – Zauberhafte Hexen (Charmed, Fernsehserie, zwei Episoden)
- 2003: Tough Luck
- 2004: Until the night
- 2004: Ōsama no Kanpō
- 2005: Antikörper
- 2005: John Carpenter’s Cigarette Burns
- 2006: The Notorious Bettie Page
- 2006: A Crime
- 2006: 13 Graves (Fernsehfilm)
- 2006: Walls (Kurzfilm)
- 2006: Law & Order: Special Victims Unit (Fernsehserie, Episode 7X22)
- 2007: American Gangster
- 2007: Moroz po kozhe
- 2008: Hero Wanted – Helden brauchen kein Gesetz (Hero Wanted)
- 2008: Red Canyon
- 2008: Dead*Line (Kurzfilm)
- 2008: Clown (Kurzfilm)
- 2008: Cadillac Records
- 2009: The Chase (Kurzfilm)
- 2009: Pandorum
- 2009: Messengers 2: The Scarecrow
- 2009: Der blutige Pfad Gottes 2 (The Boondock Saints II: All Saints Day)
- 2010: Ollie Klublershturf vs the Nazis (Kurzfilm)
- 2010: Meskada
- 2010: 8 Uhr 28
- 2010: Hawaii Five-0 (Fernsehserie, Episode 1x01)
- 2010: Die Lincoln Verschwörung (The Conspirator)
- 2010–2022: The Walking Dead (Fernsehserie, 147 Folgen)
- 2011: Night of the Templar
- 2011: Hello Herman
- 2013: Iron Man: Rise of Technovore (Stimme von Frank „The Punisher“ Castle)
- 2013: Sunlight Jr.
- 2013: Gangster Chronicles (Pawn Shop Chronicles)
- 2014: Stretch
- 2015: Air
- 2015: Vacation – Wir sind die Griswolds (Vacation)
- 2015: Sky
- 2016–2021: Ride with Norman Reedus (Reality-TV-Serie)
- 2016: Triple 9
- 2018: The Limit (Kurzfilm)
- 2021: Helluva Boss (Webserie, Episode 1x05, Stimme von Striker)
- 2023: The Bikeriders
- seit 2023: The Walking Dead: Daryl Dixon (Fernsehserie)
- 2025: From the World of John Wick: Ballerina

## Videospiele
- 2013: The Walking Dead: Survival Instinct (Stimme Daryl Dixon)
- 2015: The Walking Dead: No Man’s Land (Stimme Daryl Dixon)
- 2019: Death Stranding (Stimme und Motion Capture Sam Porter Bridges)
- 2020: The Walking Dead: Onslaught (Stimme Daryl)
- 2025: Death Stranding 2: On the Beach (Stimme und Motion Capture Sam Porter Bridges)

## Sonstiges
Norman Reedus ist im 2011 erschienen Musikvideo zu dem Popsong Judas von Lady Gaga sowie in dem 2014 erschienenen Musikvideo von Tricky zu Sun Down (feat. Tirzah) und 2015 in It Just Feels von JiHAE zu sehen.